# Бузица
Бузица (слч. Buzica) насељено је мјесто са административним статусом сеоске општине (слч. obec) у округу Кошице-околина, у Кошичком крају, Словачка Република.

## Становништво
| Година:    | 1994. | 2004.   | 2014.   | 2024.   |
| ---------- | ----- | ------- | ------- | ------- |
| Број људи: | 1088  | 1157    | 1209    | 1157    |
| Разлика:   |       | +6,34 % | +4,49 % | -4,30 % |

| Година:    | 2023. | 2024.   |
| ---------- | ----- | ------- |
| Број људи: | 1177  | 1157    |
| Разлика:   |       | -1,69 % |

Према подацима о броју становника из 2011. године насеље је имало 1.205 становника.